# La disfatta della CIA
(Robert Baer)
La disfatta della CIA è la vera storia di un ex agente operativo della CIA (Robert Baer), originariamente edita negli USA nel 2003. A questo volume è (assai liberamente) ispirato il film Syriana del 2005. 

Com'è esplicitato nel titolo originale, See No Evil, l'argomento principale esposto è la disillusione dell'autore verso la propria esperienza di agente segreto, poiché egli dichiara di aver riscontrato che — in ossequio ad interessi non propriamente istituzionali e più o meno discutibili — l'apparato di intelligence statunitense ha scelto ripetutamente di ignorare precisi elementi di allarme e minaccia per la sicurezza nazionale, imponendo agli addetti ai "servizi" di fare propria una tale biasimevole attitudine.

## Trama
Il libro si apre con una concisa descrizione del periodo giovanile di Baer, che — pur sortendo da una "anticonformistica" famiglia radical chic, dopo aver girovagato per l'Europa tra lussuosi alberghi e campi da sci — si ritrova inopinatamente a partecipare al "Grande Gioco".
Dopo un intenso periodo di addestramento paramilitare, viene impiegato in molteplici situazioni e disparati contesti geopolitici come case officer. Maturata una significativa esperienza professionale, decide ad un certo punto di lasciare l'attività di spia, essendosi convinto che l'amministrazione induce i suoi uomini a compiere in modo miope e "deviato" il proprio dovere (il riferimento ai fatti dell'11 settembre 2001 è piuttosto esplicito).
Un tocco di singolare, "drammatico" realismo, anche formale, all'opera, è dato da svariati passi "censurati" mediante un grosso tratto di inchiostro nero: chi entra a lavorare nella più famosa agency, si vincola per sempre all'osservanza di uno stretto segreto su alcune materie. Interessante ed utile, alla fine del testo vero e proprio, la presenza di un glossario esplicativo di una serie di nomi/sigle/concetti del mondo spionistico.

## Sommario
- Parte I: la formazione di un agente

1. - 15 marzo 1995, Langley, Virginia
2. - 1962. Los Angeles, California
3. - Agosto 1977. Una località imprecisata nelle paludi della Virginia
4. - Agosto 197*. Madras, India[7]
5. - 197*. Nuova Delhi, India

- Parte II: nelle braci

1. - 18 aprile 1983. Beirut, Libano
2. - Gennaio 1986. Langley, Virginia
3. - Aprile 1986. Washington D.C.
4. - 1986. Larnaca, Cipro
5. - Marzo 1987.
6. - [senza titolo]
7. - Agosto 1988. Beirut, Libano
8. - 24 ottobre 1992. Dushanbe, Tagikistan

- Parte III: solo

1. - 3 marzo 1995. Salah al-Din. Iraq
2. - 21 gennaio 1995. Iraq settentrionale.
3. - 3 marzo 1995. Salah al-Din. Iraq
4. - 3 marzo 1995. Salah al-Din. Iraq
5. - 6 marzo 1995. Salah al-Din. Iraq

- Parte IV: un'educazione politica

1. - Marzo 1995. Washington D.C.
2. - 3 ottobre 1995. Washington D.C.
3. - Marzo 1997. Washington D.C.

Epilogo

## Edizioni
- Robert Baer, La disfatta della CIA, traduzione di Pietro Ferrari, collana La Biblioteca Piemme, PIEMME, 2003,  p. 351.